# Daniel Vier
Daniel Vier (* 16. Mai 1982 in Porto Alegre) ist ein brasilianisch-deutscher Fußballspieler.

## Karriere
In der Jugend spielte Vier für EC Juventude, SC Internacional und RS Futebol Clube, ehe er nach Deutschland ging und sich dem TSV Eintracht Stadtallendorf anschloss. 2005 wechselte er zum SC Waldgirmes, den er nach zwei Jahren verließ, um sich Viktoria Aschaffenburg anzuschließen. Nach einem Jahr bei Aschaffenburg spielte Vier in der Saison 2008/09 für Eintracht Frankfurt II. Im Sommer 2009 wechselte Vier zur zweiten Mannschaft des VfB Stuttgart.
Sein Profidebüt gab Vier am 25. Juli 2009 am ersten Spieltag der Saison 2009/10 für den VfB II in der 3. Profi-Liga beim 1:0-Auswärtssieg gegen Dynamo Dresden, bei dem Vier das einzige Tor des Spiels erzielte.
Zum 1. Januar 2014 wechselte Vier zum 1. FC Heidenheim. Nachdem er in der Rückrunde 2013/14 mit fünf Einsätzen zur Drittligameisterschaft der Heidenheimer beitrug, kehrte Vier am 15. Juli 2014 zum VfB Stuttgart II zurück. Im Sommer 2016 schloss sich Vier wieder seinem Jugendverein TSV Eintracht Stadtallendorf in der Hessenliga an. Im Sommer 2020 wechselte er innerhalb der Liga zum FSV 1926 Fernwald. Nach nur einem Jahr schloss sich Vier dem Gruppenligisten (Gießen/Marburg) FC Burgsolms zur Saison 2021/22 an.